# Serrat de la Rovira (Sant Feliu Sasserra)
El Serrat de la Rovira és una serra situada al municipi de Sant Feliu Sasserra, a la comarca catalana del Bages, amb una elevació màxima de 535 metres.